# Colors paneslaus

Bandera proposada per la Convenció Paneslava de Praga de 1848.

Els colors paneslaus, vermell, blau i blanc, foren definits per la Convenció Paneslava de Praga de 1848 basant-se en la bandera de Rússia, la qual fou introduïda a finals del segle xvii.

## Banderes actuals amb els colors paneslaus

### Estats

Bandera de Croàcia
Bandera d'Eslovàquia
Bandera d'Eslovènia
Bandera de la República Txeca
Bandera de Rússia
Bandera de Sèrbia

### Entitats subestatals

Crimea
Regió autònoma de Gagaúsia (Moldàvia)
República de Khakàssia (Federació Russa)
República de Mordòvia (Federació Russa)
Fistricte de Komi-Permyak dins el krai de Perm (Federació Russa)
República Sèrbia (Bòsnia i Hercegovina)
Districte autònom de Txukotka (Federació Russa)
Província autònoma de Voivodina (Sèrbia)
Bandera de Nova Rússia

## Banderes històriques amb els colors paneslaus

Protectorat de Bohèmia i Moràvia (1939–1945)
República eslovaca (1939–1945)
República Socialista d'Eslovènia (1945–1991)
Estat dels Eslovens, Croats i Serbis (1918)
República Federal Socialista de Iugoslàvia (1945–1992)
República Socialista de Croàcia (1943-1991)
República Croata d'Herceg-Bòsnia (1991-1994)
República Socialista de Sèrbia (1945–1992) i de la República Socialista de Montenegro (1946-1993)
Regne de Iugoslàvia (1918–1943)
República Federal de Iugoslàvia (1992-2003) i de Sèrbia i Montenegro (2003–2006)
Rumèlia Oriental (1878-1885)
Sèrbia (1992-2004)
Txecoslovàquia (1920–1939, i 1945–1992)

## Banderes en altres colors
Països amb majories eslaves que utilitzen altres colors en les seves banderes nacionals.

Bandera de Belarús
Bandera de Bòsnia i Hercegovina
Bandera de Bulgària
Bandera de Montenegro
Bandera de Macedònia del Nord
Bandera de Polònia
Bandera d'Ucraïna
Bandera de Transnístria